# Chen Longcan
Chen Longcan, född 21 mars 1965 i Sichuan, Kina, är en kinesisk idrottare som tog OS-guld bordtennis i herrdubbel 1988 i Seoul tillsammans med Wei Qingguang. Chen är en högerhänt spelare.